# Bahía de Puno
La Bahía de Puno, también conocida como Golfo de Puno, es un brazo o entrante del lago Titicaca, encerrada por las penínsulas de Capachica y Chucuito. Está unida al resto del lago por el este a través del estrecho de Capachica. Se encuentra situada en el sureste del Perú, en la provincia de Puno, la cual a su vez forma parte del departamento de Puno. Tiene una superficie de aproximadamente 589 km², con un volumen de agua de unos 5 mil millones de m³, que varía constantemente, especialmente entre el invierno y el verano.  En el extremo suroeste de la bahía está ubicada la ciudad y puerto de Puno, frente a un área que se conoce como la bahía interior de Puno. 
En la bahía o golfo de Puno se halla la zona de totorales más importante del lago Titicaca. Las totoras, plantas acuáticas de gran importancia económica y ecológica que conforma el totoral, es hábitat de una gran diversidad de peces, anfibios y aves migratorias y residentes, que han encontrado en esta zona un lugar de reproducción, nidificación y refugio; proporciona también materia prima para la artesanía, la construcción de embarcaciones y viviendas para los pobladores establecidos a orillas del lago y en las islas flotantes de los uros.

## Descripción geográfica
La bahía de Puno se encuentra localizada entre los paralelos 15° 34’ y 15° 56’ de latitud sur y los 69° 46’ y 70° 02’ de longitud oeste. Presenta una longitud de 41 km de norte a sur y de unos 30 km en sentido este a oeste, con una línea de costa de aproximadamente 155 kilómetros. La bahía es relativamente poco profunda, siendo su profundidad media de 14 m, y la máxima se sitúa entre los 30 y 37 metros. En la bahía desembocan varios ríos, entre los cuales existen varios de curso constante y otros de intermitente que sólo en el verano se cargan de abundante agua. Los ríos más importantes que fluyen hasta la bahía son el Coata, el Ilpa y el Totorane o Umacante.
El litoral de la bahía pertenece a siete distritos de la provincia de Puno —Capachica, Coata, Huata, Paucarcolla, Puno, Chucuito y Platería—. La bahía de Puno alberga muchas islas, entre las que destacan la isla Quipata (145 ha) y la isla Chilata (79 ha); otra isla importante es la de Esteves en la bahía interior de Puno, además de otras menores localizadas a la altura de la costa noroccidental, de las que el grupo más grande lo constituyen las islas Chacolla, Allan y Jahuata.

## Riqueza biológica

### Fauna
La fauna más representativa de la bahía de Puno la constituyen las aves. Destacan el tikicho (Gallinula chloropus), la choka (Fulica ardesiaca), zambullidor pimpollo (Rollandia rolland) y los patos silvestres (Anas versicolor, Anas geórgica, Oxyura ferruginea y Anas flavirostris). También se puede observar a la gaviota andina (Larus serranus), al maquerancho (Plegadis ridgwayii), a las parihuanas o flamencos (Phoenicopterus chilensis), al lekecho (Vanellus resplendens), al totorero (Phleocryptes melanops), al sietecolores de la totora (Tachuris rubrigastra), entre otras.
La ictiofauna nativa de la bahía está constituida generalmente por especies del género Orestias como el carachi amarillo (Orestias luteus), el ispi (Orestias ispi), el carachi morado o enano (Orestias olivaceus), el gringuito (Orestias mulleri), entre otras. Las especies introducidas que alcanzan aún mayor valor comercial son la trucha arcoíris (Oncorhynchus mykiss) y el pejerrey de lago (Basilichthys bonariensis), que a su vez son los principales causantes de la disminución poblacional de las especies nativas. En anfibios destaca la rana gigante del Titicaca, conocida como kelli o huankele (Telmatobius culeus), especie endémica que habita mayormente las profundidades de la bahía.

### Flora
La bahía de Puno sirve de hábitat natural para el desarrollo de diferentes especies vegetales, como la totora (Schoenoplectus tatora), chinquillachu (Elodea potamogeton), huascacho o hinojo llachu (Myriophyllum elatinoides) y otras plantas macrófitas que se desarrollan principalmente en las zonas ribereñas de la bahía y en la desembocadura de sus afluentes. Las principales especies sumergidas, enraizadas en el fondo, localmente denominadas como Ilachos son: yana llacho (Fundes potamogeton), hinojo llacho (Myriophyllum elatinoides), siji llacho (Potamogeton strictus) y siji llacho (Zanichellia palustris). Existen también especies flotantes libres, extendidas en algunos lugares de la bahía tales como la lenteja de agua (Lemna gibba) que se desarrolla abundantemente en aguas eutróficas y el helecho acuático (Azolla filiculoides) que aparenta alfombras flotantes de coloración verde rojizo.